# Menhir vor dem Schimmeltor
Der Menhir vor dem Schimmeltor war ein vorgeschichtlicher Menhir in Halle (Saale), Sachsen-Anhalt. Er wurde wohl in der zweiten Hälfte des 19. Jahrhunderts zerstört.

## Lage
Der Stein befand sich auf dem Feld nicht weit vom Schimmeltor, das nördlich des Stadtgottesackers an der Einmündung der Schimmelstraße in die heutige Straße der Opfer des Faschismus stand. Sein Standort ist seit dem ausgehenden 19. Jahrhundert durch Wohngebäude überbaut.

## Beschreibung
Der Menhir bestand nach Christian Keferstein aus Sandstein, war pfeilerförmig und hatte eine Höhe von 8 Fuß (ca. 2,5 m). Er soll ursprünglich höher gewesen sein und besaß eine gewisse Ähnlichkeit mit der Steinernen Jungfrau in Halle-Dölau.